# American Samoa Handball Association

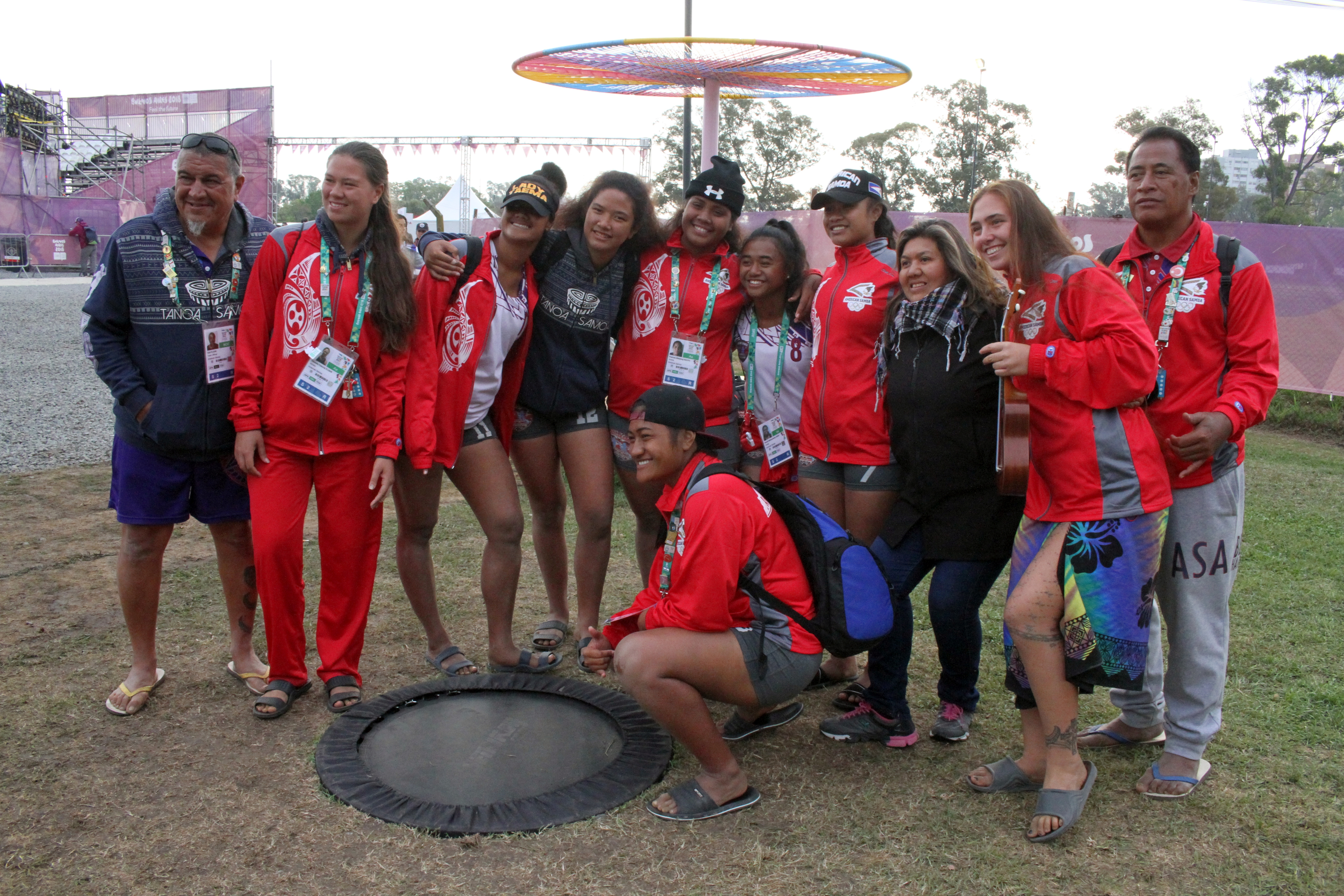
Das Team bei den Olympischen Jugendspielen, stehend von links: Trainer Carl Floor, Danielle Floor, Roselyn Faleao, Jasmin Liu, Frances Nautu, Naomi A'asa, Philomena Tofaeono, Betreuerin, Stephanie Floor, Co-Trainer Joey Sagapolu, kniend Imeleta Mata'utia

Die American Samoa Handball Association ist der nationale Handballverband des US-amerikanischen Außengebietes Amerikanisch-Samoa.
Die American Samoa Handball Association wurde im September 2014 gegründet. Seit August 2015 ist sie Mitglied der IHF, was auf dem XXXV. ordentlichen IHF-Kongress vom 6. bis 9. November 2015 in Sotschi bestätigt wurde. Zudem gehört sie als eines von 17 Vollmitgliedern dem nur wenig mehr als drei Jahre zuvor gegründeten Kontinentalverband Oceania Continent Handball Federation an. Seinen Sitz hat der Verband in Pago Pago. Die Initiative zur Gründung ging von Carl Sagapolutele Floor aus, der seitdem auch Präsident des Verbandes ist und den Großteil der Nationalmannschaften betreut. Im Dezember 2014 nahmen erstmals Juniorennationalteams beiderlei Geschlechts an einem internationalen Wettbewerb, der IHF Handball Trophy 2014 in Wellington teil. Handball ist der am schnellsten wachsende Sport auf Amerikanisch-Samoa der letzten Jahre. Der Verband arbeitet eng mit der Lupelele Elementary School zusammen, wo mittlerweile regelmäßig von bis zu einer dreistelligen Zahl an Schülern Handball zum Teil des sportlichen Programms gehört.
Größte Erfolge sind bislang die Teilnahme des Beachhandball-Juniorinnennationalteams an den Olympischen Jugendsommerspielen 2014 sowie die zweifache Vizemeisterschaft der Frauen bei den Beachhandball-Ozeanienmeisterschaften 2018 und 2019.
Der Verband finanziert sich weitestgehend über Sponsoren und Spenden.

## Board
- Präsident: Carl Sagapolutele Floor
- Vizepräsidentin: Janna L. Liu
- Schatzmeister: Dustin Snow
- Präsidiumsmitglieder: Joey Sagapolu, Stephanie Floor
- Athletenvertreterin: Danielle Floor
- Generalsekretär: Falua Loe

## Mitglieder
Mitglieder der Verbandes sind die folgenden Vereine:
- CaBoom Athletic Club
- Lupelele HB
- Club 300
- Warriors HB Club
- Lions HB Club
- The C Floor HBC

Daneben wird Handball im Rahmen des Schulunterrichts an der Lupelele Elementary School angeboten.

## Mannschaften und Trainer
Der Verband unterhält mehrere Nationalmannschaften sowohl im traditionellen Hallenhandball als auch im Beachhandball:
Hallenhandball
| Altersklasse         | Männlich              | Weiblich              |
| -------------------- | --------------------- | --------------------- |
| Jugend               | ja, noch ohne Einsatz | ja, noch ohne Einsatz |
| Junioren             | ja                    | ja                    |
| A-Nationalmannschaft | –                     | ja, noch ohne Einsatz |

Beachhandball
| Altersklasse         | Männlich | Weiblich |
| -------------------- | -------- | -------- |
| Jugend (U 17, U 18)  | ja       | ja       |
| A-Nationalmannschaft | inaktiv  | ja       |

Als Trainer fungieren Carl Sagapolutele Floor (alle A-Nationalmannschaften, männliche U-Mannschaften, weibliche Junioren-Mannschaften, männliche Jugend), Naomi A'asa (weibliche Beachhandball U15-Jugend-Nationalmannschaft und Co-Trainerin bei der männlichen U15), Michael Marsik (Athletik), Niutupuivaha Mafileo sowie Joey Sagapolu (Co-Trainer A-Nationalmannschaften).

## Teilnahmen und Mannschaften
| Spielerin              | IHF HT 2014 (U 19) | OM 2017 (U 17) | WM 2017 (U 17) | OM 2018 | SoCal Cup 2018 | BBHC 2018 | YOG 2018 | OM 2019/AM 2019 | IHF HT 2019 (U 19) | SoCal Cup 2022 | OM 2023/AM 2023 |
| ---------------------- | ------------------ | -------------- | -------------- | ------- | -------------- | --------- | -------- | --------------- | ------------------ | -------------- | --------------- |
| Platzierung            | 00005              | 00001          | 00012          | 00002   | 00005          | 00001     | 00011    | 00002/ 00002    | 00004              | 00002          |                 |
| Phoebe Fenene          | 0X                 |                |                |         |                |           |          |                 |                    |                |                 |
| Mareta Bode            | 0X                 |                |                |         |                |           |          |                 |                    |                |                 |
| Ianeta Bode            | 0X                 |                |                |         |                |           |          |                 |                    |                |                 |
| Temple Fuimaono        | 0X                 |                |                |         |                |           |          |                 |                    |                |                 |
| Loimata Savea          | 0X                 |                |                |         |                |           |          |                 |                    |                |                 |
| Raylesha Masiuli       | 0X                 |                |                |         |                |           |          |                 |                    |                |                 |
| Angel Tanoa            | 0X                 |                |                |         |                |           |          |                 |                    |                |                 |
| Liza Tanoa             | 01                 |                |                |         |                |           |          |                 |                    |                |                 |
| Naomi A'asa            |                    | 08             | 08             | 08      | 08             | 08        | 08       | 08              | 08 Co-             | 14             | 0X              |
| Fiapai Fanene          |                    | 23             | 23             |         |                |           |          |                 | 23                 |                |                 |
| Danielle Floor         | 06                 | 06             | 06             | 06      | 06             | 06        | 06       | 06              | 06                 | 06             |                 |
| Stephanie Floor        | 03                 | 03             | 03 1           | 03      | 03             | 03        | 03       | 03              | 03                 | 03             |                 |
| Jasmine Liu            |                    | 12             | 12             | 12      | 12             | 12        | 12       | 12              | 12                 | 12             | 0X              |
| Frances Nautu          |                    | 02             | 02             | 02      | 02             | 02        | 02       |                 |                    |                |                 |
| Imeleta Mata'utia      |                    | 18             | 18             | 18      | 18             | 18        | 18       |                 |                    |                | 0X              |
| Tara Mageo             |                    | 05             | 05             |         |                |           |          |                 |                    |                |                 |
| Elzabad Elisara        |                    |                | 01             |         |                |           |          | 01              |                    |                |                 |
| Roselyn Faleao         |                    |                | 07             |         |                |           | 07       | 07              | 07                 |                |                 |
| Moni Ikuvalu           |                    |                |                | 04      | 04             | 04        |          |                 |                    |                |                 |
| Salatupemasina Toilolo |                    |                |                | 05      | 05             | 05        |          |                 |                    |                |                 |
| Philomena Tofaeono     |                    |                |                |         | 11             | 11        | 11       | 11              | 11                 |                |                 |
| Lynette Liu            |                    |                |                |         |                |           |          | 301             | 30                 | 30             | 0X              |
| Dianne Loe             |                    |                |                |         |                |           |          | 19              | 19                 |                |                 |
| Hannah Mouncey*        |                    |                |                |         |                |           |          | X               |                    |                |                 |
| June Ames              |                    |                |                |         |                |           |          |                 | 09                 | 09             |                 |
| Beverly Ludgate        |                    |                |                |         |                |           |          |                 | 01                 |                |                 |
| Rochelle Lui           |                    |                |                |         |                |           |          |                 | 05                 |                |                 |
| Aiga Isa'ako           |                    |                |                |         |                |           |          |                 | 10                 |                |                 |
| Sinnah Soi             |                    |                |                |         |                |           |          |                 | 15                 |                |                 |
| Juliana Cubias*        |                    |                |                |         |                |           |          |                 |                    | 33             |                 |
| Kendall Mcgarity*      |                    |                |                |         |                |           |          |                 |                    | 13             |                 |
| Lana Perez*            |                    |                |                |         |                |           |          |                 |                    | 02             |                 |
| Amelie Chen            |                    |                |                |         |                |           |          |                 |                    |                | 0X              |
| Tia Cummings           |                    |                |                |         |                |           |          |                 |                    |                | 0X              |
| Simativa Duffy         |                    |                |                |         |                |           |          |                 |                    |                | 0X              |
| Faatono Isaako         |                    |                |                |         |                |           |          |                 |                    |                | 0X              |
| Ita Peter Magalo       |                    |                |                |         |                |           |          |                 |                    |                | 0X              |
| Ersi Tang              |                    |                |                |         |                |           |          |                 |                    |                | 0X              |
| Azarya Togafau         |                    |                |                |         |                |           |          |                 |                    |                | 0X              |

- Orange: Hallenhandball Juniorinnen; Rosa: Beachhandball Juniorinnen; Blau: Beachhandball Frauen
- Nummern bezeichnen die Trikotnummern, wenn bekannt
- – Spielführerin der Mannschaft
- 1 – Spielerin wurde zur MVP, zur besten Spielerin des Turniers gewählt
- * – Spielerin, die die Mannschaft bei Wettkämpfen ergänzten, bei denen eine Zugehörigkeit zum Amerikanisch-samoanischen NOK nicht Voraussetzung waren, aber eigentlich für andere NOKs spielberechtigt wären.

Im Zuge der Ozeanienmeisterschaften 2018 und 2019 startete die Frauen-Nationalmannschaft auch als Verein bei den offenen Australischen Beachhandball-Meisterschaften. 1018 belegte das Team den 12., ein Jahr später schon den zweiten Platz. Für das Turnier 2019 wurde die Mannschaft von der Australierin Hannah Mouncey (#22) verstärkt.

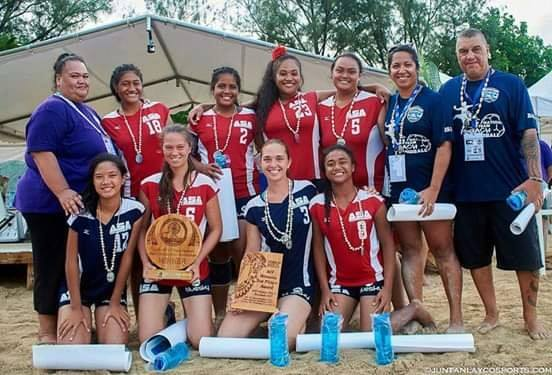
Die Siegermannschaft der Juniorinnen-Ozeanienmeisterschaften 2017
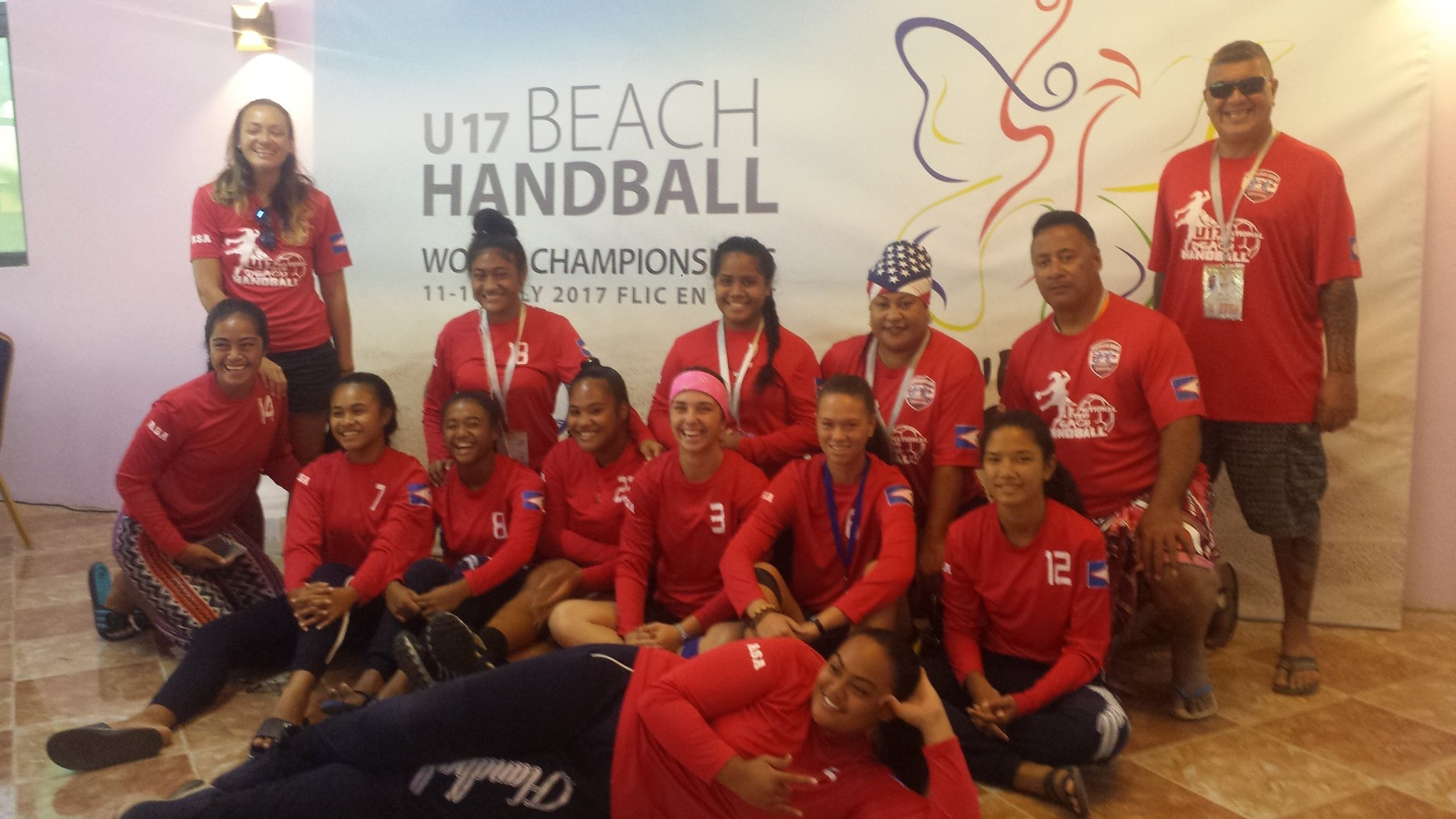
Mädchenteam bei den 1. Beachhandball-Juniorenweltmeisterschaften 2017
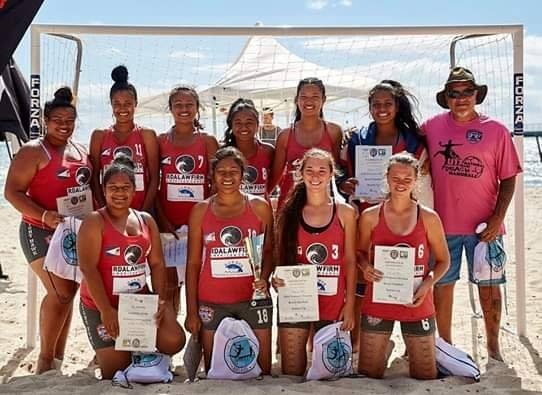
Das Frauenteam bei den Beachhandball-Ozeanienmeisterschaften 2018
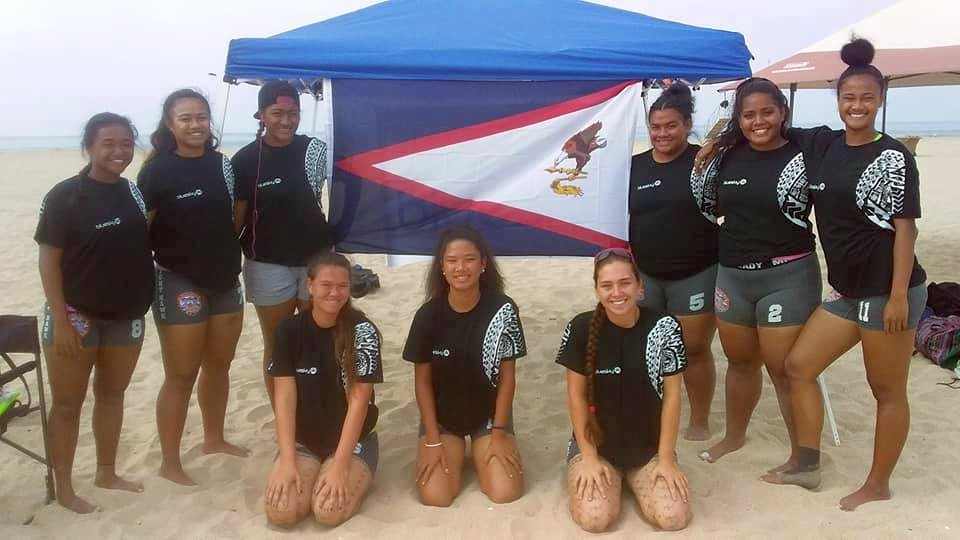
Mädchenteam beim SoCal Cup 2018

## National Street Handball Championship Series
2021 wurde eine National Street Handball Championship Series, eine Spielserie für Nachwuchsmannschaften in einer vom Beachhandball beeinflussten Variante des Feldhandballs auf Kleinfeld etabliert, um den Sport einerseits populärer zu machen und das Fehlen einer Halle für Hallenhandball auszugleichen, zum anderen aber auch um die fehlende Spielpraxis aufgrund der fehlenden internationalen Spielpraxis wegen der COVID-19-Pandemie auszugleichen. In der ersten Phase der Wettkämpfe zwischen vier gemischtgeschlechtlichen Mannschaften gewann die Mannschaft Malosi 3:1 über The Wolves das Finale, das Spiel um Rang drei gewann The 300 mit 2:0 über The Mighty Lupe. Beste Scorerinnen waren die Nationalspielerin Dianne Loe sowie Memory Viliamu, Letztere wurde auch zur wertvollsten Spielerin gewählt. Jason Bai und Amalie Chen waren beste Defensivspieler und Tupu Seui wurde zur fairsten Spielerin gekürt.

## Einzelbelege
1. ↑  IHF 2013–2017 President’s Report (pdf, englisch)
2. ↑  American Samoa Handball Association, Ili'ili (2020). Abgerufen am 26. August 2020.
American Samoa sees 200% rise in young player registrations | IHF. Abgerufen am 2. September 2020.
3. ↑  American Samoa handball gets ready for a busy school break. 22. Juni 2021, abgerufen am 24. Juli 2021 (englisch).
4. ↑  C J Sagapolutele Floor Sr. Abgerufen am 26. August 2020.
5. ↑  Women Handball under 19 Oceania IHF Challenge Trophy 2014 Wellington (NZL) 08-13.12 - Winner New Zealand. Abgerufen am 27. August 2020.
AS Handball Association teams make history attending largest Oceania tournament. 6. Dezember 2014, abgerufen am 2. September 2020 (englisch).
6. ↑  U17 Beach Handball Boys claim gold and Girls sliver at Oceania Champs. In: Handball Australia. 6. Mai 2017, abgerufen am 27. August 2020 (amerikanisches Englisch).
7. ↑  Three nations to represent Oceania at U17 Beach Handball World Championship. Abgerufen am 27. August 2020 (amerikanisches Englisch).
8. ↑  Biggest ever Australian Beach Handball Open Club Championship a success. In: Handball Australia. 28. Februar 2018, abgerufen am 27. August 2020 (amerikanisches Englisch).
9. ↑  SoCal Beach Handball Championship 2018 – US Beach Handball Tour. Abgerufen am 27. August 2020.
10. ↑  Great success for the first edition of the BTH Beach Handball Tournament! – Boston Team Handball. Abgerufen am 27. August 2020 (amerikanisches Englisch).
11. ↑  2018 Summer Youth Olympics Official Result Book Beach handball
12. ↑  Beach Handball - Oceania Qualifiers & Aust Champs - 2019. Abgerufen am 27. August 2020.
13. ↑  New Caledonia win IHF Trophy – Oceania titles | IHF. Abgerufen am 27. August 2020.
American Samoa Handball Team crushes Fiji at U19 Women’s tourney. 15. August 2019, abgerufen am 27. August 2020 (englisch).
AS U-19 Women’s Handball Team places 4th at New Caledonia. 19. August 2019, abgerufen am 27. August 2020 (englisch).
American Samoa Handball Association. Abgerufen am 2. September 2020.
American Samoa Handball Association. Abgerufen am 2. September 2020.
American Samoa Handball Association. Abgerufen am 2. September 2020.
14. ↑  2022 ASA. Abgerufen am 2. Oktober 2022.
2022 ASA. Abgerufen am 2. Oktober 2022.
2022 ASA vs Twist n Shout 1st half. Abgerufen am 2. Oktober 2022 (deutsch).
2022 ASA vs Twist n Shout 2nd half. Abgerufen am 2. Oktober 2022 (deutsch).
die mit * versehenen Spielerinnen ersetzten Elzabad Elisara und Dianne Loe, die ihren Pflichtdienst ableisteten
15. ↑  American Samoa National Women's Beach Handball Team arriving on Gold Coast on Monday. In: Facebook. Handball Australia, 16. April 2023, abgerufen am 17. April 2023.
16. ↑  American Samoa Handball Association. Abgerufen am 6. September 2020.
American Samoa Handball Association. Abgerufen am 2. September 2020.
17. ↑  American Samoa Handball Association. Abgerufen am 6. September 2020.
18. ↑  American Samoa Handball Association. Abgerufen am 2. September 2020.
19. ↑  American Samoa Handball Association. Abgerufen am 2. September 2020.
20. ↑  American Samoa Handball Association. Abgerufen am 2. September 2020.
21. ↑  American Samoa Handball Association. Abgerufen am 2. September 2020.
22. ↑  https://www.facebook.com/elzabad.tuiolemotu.5/about_contact_and_basic_info
23. ↑  American Samoa Handball Association. Abgerufen am 2. September 2020.
24. ↑  “You can be unstoppable”: American Samoa’s trailblazers make history in women’s handball. Internationaler Handballföderation, 24. März 2022, abgerufen am 2. Oktober 2022.
25. ↑  June Ames. Abgerufen am 2. Oktober 2022.
26. ↑  Juliana Cubias. Abgerufen am 2. Oktober 2022.
27. ↑  Kendall Mcgarity. Abgerufen am 2. Oktober 2022.
28. ↑  Lana Perez. Abgerufen am 2. Oktober 2022.
29. ↑  Phase One of the 2021 National Street Handball Championship Series concludes. 21. April 2021, abgerufen am 5. Mai 2021 (englisch).
ASHA 2021 National Street Handball Championship Series photo & caption. 21. April 2021, abgerufen am 5. Mai 2021 (englisch).
30. ↑  Bei Facebook anmelden. Abgerufen am 5. Mai 2021.
SH American Samoa hosted Street Handball Nationals Championship. 30. April 2021, abgerufen am 5. Mai 2021 (britisches Englisch).